# Schärdinger Molkereiverband

Logo der Marke Schärdinger, heute im Besitz der Berglandmilch

Der Schärdinger Molkereiverband ist ein ehemaliges österreichisches Unternehmen der Milch- und Käsewirtschaft, das aus einer 1900 gegründeten  landwirtschaftlichen Genossenschaft hervorging und unter wechselnden Namen bis 1990 als eigenständiges Unternehmen bestand. Der Sitz des Unternehmens befand sich in Schärding am Inn. Besonderen Bekanntheitsgrad erreichte die Marke Schärdinger, die sich heute im Besitz der Berglandmilch befindet.

## Geschichte

### Gründung und Anfangsjahre

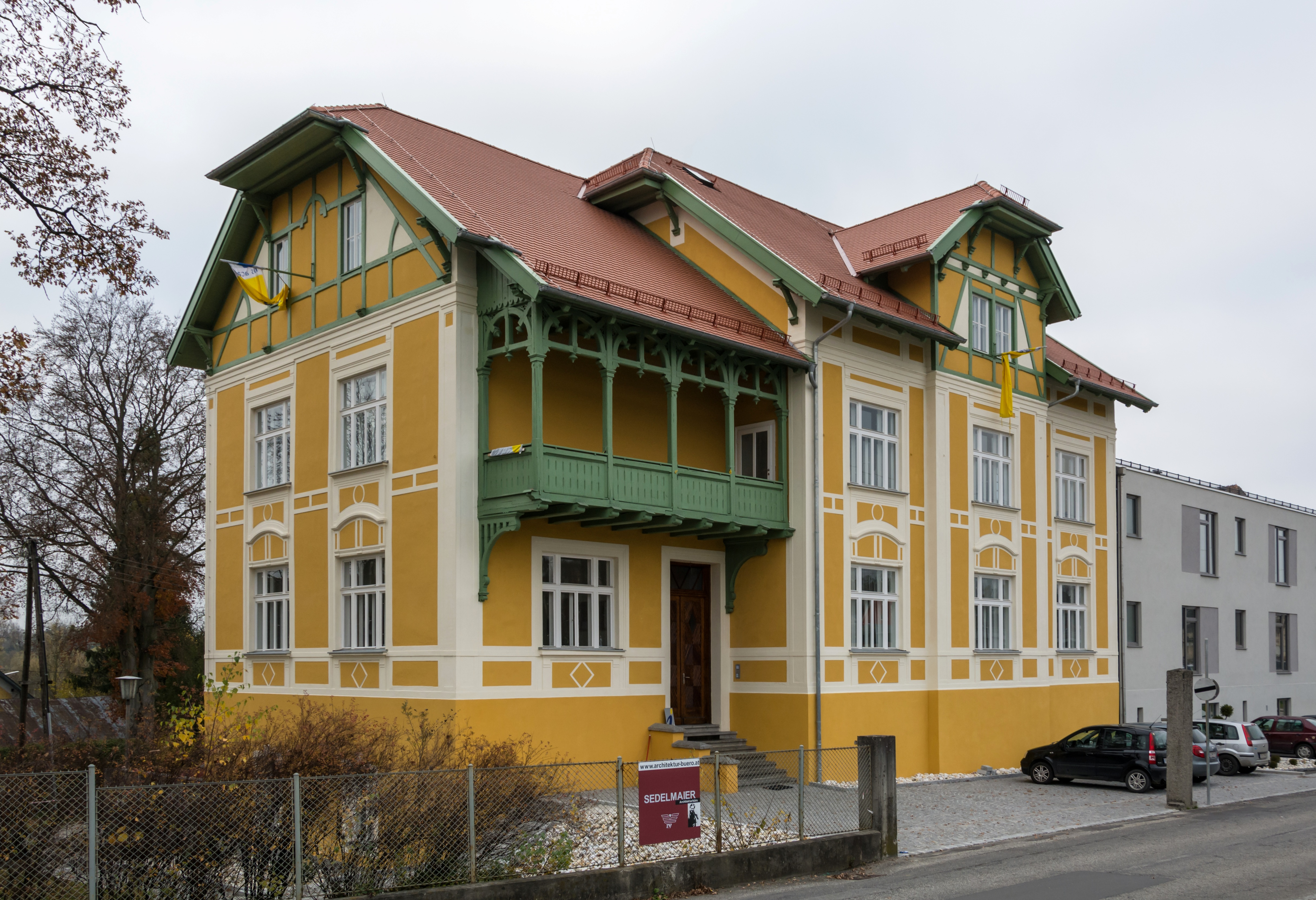
Das vom Molkereiverband 1911 bezogene Verwaltungs- und Produktionsgebäude in Schärding (Aufnahme 2013)

Im Jahr 1900 wurde von mehreren Bauern aus der Gegend um Schärding die Erste Österreichische Zentrale Theebutter Verkaufsgenossenschaft gegründet, um die selbst erzeugte Butter gemeinsam zu sammeln und zu verwerten. Maßgeblichen Anteil an dieser Gründung hatte der einflussreiche, aus Schärding stammende Politiker und Brauunternehmer Georg Wieninger (1859–1925), der sich auch als Agronom einen Namen machte und sein Landgut Otterbach bei Schärding in eine landwirtschaftliche Versuchsanstalt mit Muster- und Ausbildungsbauernhof umwandelte. Bereits ein Jahr nach der Gründung errang die Schärdinger Genossenschaft auf Kochkunstausstellungen in Paris und London einen „großen Preis“ und eine „Goldmedaille“. 1902 begann der gemeinsame Ankauf von maschineller Ausstattung für die im Verband repräsentierten örtlichen Molkereibetriebe. Damit wurde im Verband der erste Schritt zur gemeinsamen Buttererzeugung gesetzt. 1905 übernahm der Verband auch die Vermarktung anderer landwirtschaftlicher Produkte, wie Eier und Honig, und setzte gleich im ersten Jahr 130.000 Eier um. Ab 1907 führte der Verband, ebenfalls auf Betreiben Wieningers, laufende Kontrollen durch die Landwirtschaftlich-Chemische Versuchsstation ein, und 1909 gehörten der Zentral-Theebutterverkaufsgenossenschaft bereits 15 kleinere lokale Molkereigenossenschaften an. Im Jahr 1911 bezog der Verband ein neu errichtetes Verwaltungs- und Produktionsgebäude neben dem Schärdinger Bahnhof und eröffnete eine erste Niederlassung in Linz.

### 1914 bis 1945
Während des Ersten Weltkriegs war der Verband durch kriegswirtschaftliche Maßnahmen betroffen: Eine der ersten Kriegsfolgen war das Ausfuhrverbot für Butter. Später folgten weitere Maßnahmen der Zwangsbewirtschaftung bei Milch, Butter und Eiern. Gegen Kriegsende wurden auch Möglichkeiten zur Herstellung von Trockenmilch erörtert. 1925 errichtete der Verband eine erste Niederlassung in Wien. Durch die allgemeine Wirtschaftskrise kam es jedoch zu einer Vertrauenskrise, der mit dem Austritt einiger örtlicher Genossenschaften aus dem Verband endete. 1928 kehrten diese örtlichen Genossenschaften, gemeinsam mit neuen örtlichen Molkereien, wieder in den Verband zurück. Die Weltwirtschaftskrise selbst überstand der Verband weitgehend unbeschadet.
1932 nahm in Wien der Schärdinger Milchhof in der Linzerstraße seinen Betrieb auf. Der Verband setzte damals 2,7 Mio. kg Butter im Inland und 630.000 kg im Export ab. Der Käseabsatz (Emmentaler, Stangenkäse, Limburger, Schachtelkäse und Topfen) betrug in dieser Zeit ca. 70.000 kg. Fünf Jahre später hatte der Verband bereits 34 Mitgliedsgenossenschaften und wurde damit zur größten milchwirtschaftlichen Absatzorganisation Österreichs.
Nach dem Anschluss Österreichs an das Deutsche Reich 1938 wurden nach drastischen personellen Veränderungen die Niederlassungen Innsbruck und Linz gegründet. Die Schärdinger Verbandsorganisation wurde zu einer Großverteiler- und Auffangstelle umfunktioniert. Während des Zweiten Weltkrieges kam es zu zahlreichen personellen Engpässen durch Einberufungen sowie zum Beginn der industriellen Molkeverwertung.

### 1945 bis 1990

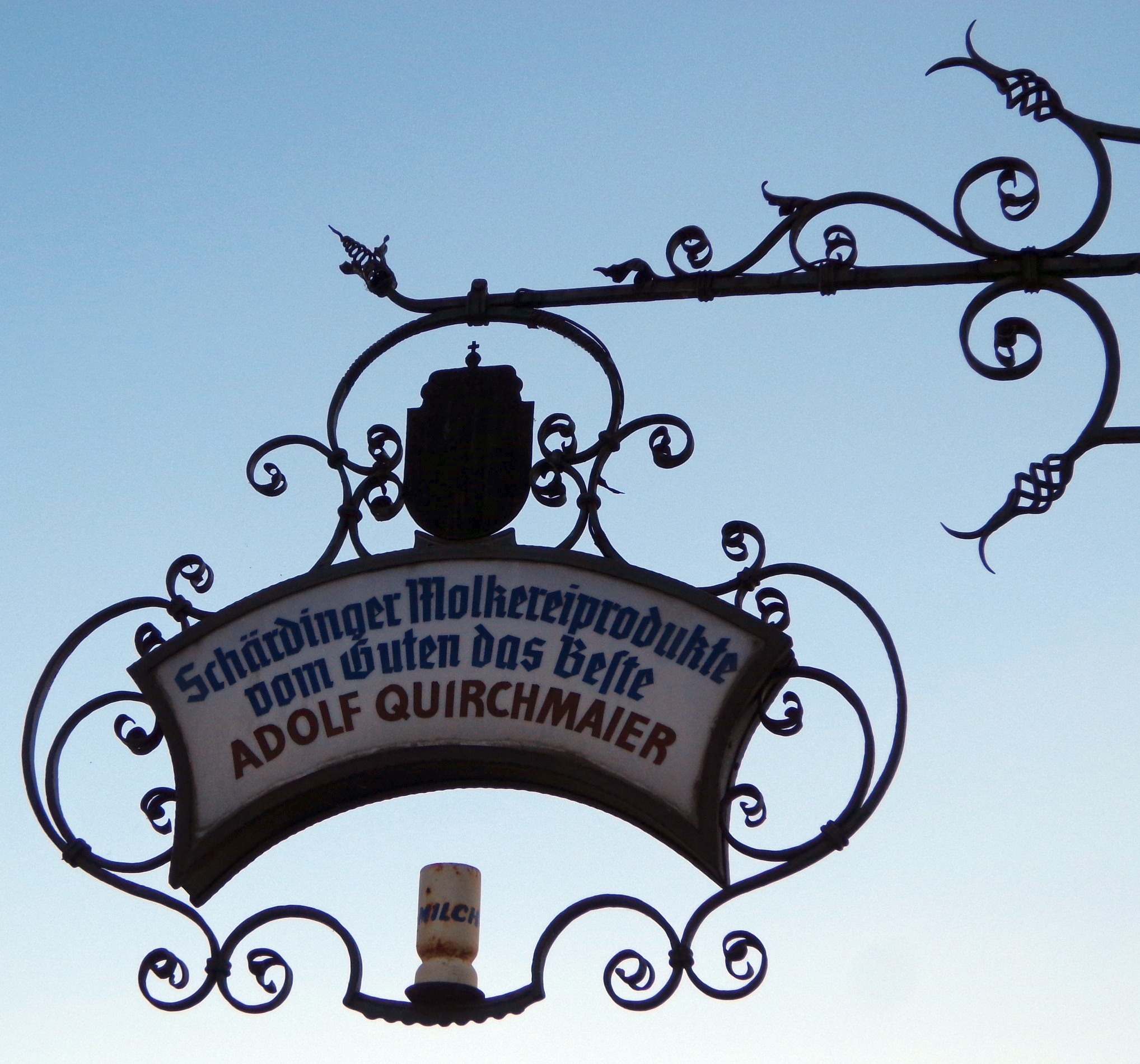
Schärding, Linzer Straße: Schild eines früheren Nahversorgers mit Milchprodukte-Schild

Nach Kriegsende stand der Schärdinger Milchhof in Wien durch Kriegsschäden und Plünderungen monatelang still. Die Produktion konnte erst wieder anlaufen, als nach Verhandlungen mit den Besatzungsbehörden im Winter 1946 die ersten 150.000 Liter Milch aus Oberösterreich dort eintrafen. Eine katastrophale Dürre im Jahr darauf zwang zur Drosselung der Produktion.
1950 umfasste der Schärdinger Verband insgesamt 41 Molkereigenossenschaften, 6 Käsereigenossenschaften und 40.000 Mitglieder. 1952 beschloss die Vollversammlung der Ersten Zentralen Theebutter Verkaufsgenossenschaft Schärding die Umbenennung des Unternehmens in Schärdinger OÖ Molkereiverband mit der Rechtsform einer „registrierten Genossenschaft mit beschränkter Haftung“ (reg.Gen.m.b.H).
Zu Beginn der 1960er Jahre wurden von den Mitgliedsbetrieben des Schärdinger Molkereiverbandes rund 60 % des österreichischen Butterexports erzeugt. Umfangreiche Investitionen in den Hauptstandorten Schärding, Linz und Wien wurden getätigt: in Linz wurde der „Schärdinger Hof“ in der Sandgasse als Büroneubau eröffnet, in Wien der Milchhof modernisiert. Ende der 1960er Jahre überschritt der Gesamtumsatz erstmals die Milliarden-Schilling-Grenze und der Verband verlagerte den Schwerpunkt seiner Tätigkeiten auf die Produktion und den Absatz von Butter und Markenkäse. Geschäftsführer des Schärdinger Molkereiverbandes war seit 1964 Hermann Zittmayr, der 1969 die Bezeichnung eines „Zentraldirektors“ und 1973 eines „Generaldirektors“ erhielt. Daneben war er ab 1965 Geschäftsführer der Schärdinger Milchhallen-Gesellschaft.
Anfang der 1970er Jahre umfasste das Programm des Unternehmens 20 Käsemarken, zudem wurde die Premium-Buttermarke „Primina“ eingeführt. 1973 erhielt das Unternehmen den vom Handelsministerium vergebenen Staatspreis Werbung, auch wurde der Slogan „Mit Schärdinger lässt sich's leben“ erstmals verwendet. 1974 wurde das Zentrallager Pasching bei Linz in Betrieb genommen. Am Standort Taufkirchen an der Pram betrieb das Unternehmen einerseits ein großes Werk für die Herstellung von Trockenmilchprodukten der Marke „Taumil“, andererseits wurde hier die „Schärdinger Sommerbutter“ hergestellt, so dass sich diese Molkerei schließlich zum zweitgrößten Buttereibetrieb in Österreich entwickelte. Unternehmens-Chef Hermann Zittmayr war ab 1975 auch Geschäftsführer der Molkereibetriebs- und Handelsgesellschaft m.b.H., ab 1976 Geschäftsführer der Vieh und Fleisch Ges.m.b.H. Linz und ab 1976 Geschäftsführer der Molkona-Molkeverwertungs Ges.m.b.H. 1977 schloss sich der Schärdinger Molkereiverband mit dem Molkereiverband Mauerkirchen zusammen und gewann dadurch die auf dem Markt bereits gut eingeführten Käsemarken „Sirius“ und „Achleitner“. Ende der 1970er Jahre führte das Unternehmen mit dem „Schärdinger Landfrischkäse“ (1978) und dem „Bergbaron“ (1979) zwei weitere Marken ein, auch wurden die Molkona-Molkevertriebs Ges.m.b.H. und die Landhof Ges.m.b.H. organisatorisch eingegliedert. Der Vertriebsumsatz des Unternehmens stieg infolge dieser Maßnahmen bis 1980 auf 4,3 Milliarden Schilling.
Zwischen 1981 und 1988 wurden das Zentrallager Pasching und der Wiener Milchhof weiter ausgebaut und neue Verpackungstechniken für etablierte Produkte erprobt. Zudem wurden neue Käsesorten (z. B. „Traungold“, „St. Severin“, „Schärdinger Jaus’nkäs“) und die Frischmilchmarke „Wiesenglück“ auf den Markt gebracht. Das Schärdinger Käsesortiment umfasste schließlich 70 verschiedene Sorten und erreichte einen Spitzenabsatz von 27.800 Tonnen.
1989 wurde durch den Schärdinger Molkereiverband die Schärdinger Milch AG gegründet, aus der dann im Laufe der 90er-Jahre durch Fusion mit der Niederösterreichischen Molkerei GmbH die NÖM AG als Aktiengesellschaft wurde.

### AMF und Niedergang
1990 beteiligte sich Schärdinger nach einstimmigem Beschluss der Generalversammlung am Zusammenschluss von insgesamt sechs Molkereiverbänden, der maßgeblich auf Betreiben des damaligen Schärdinger Molkereiverband-Chefs Zittmayr zustande kam. Durch diesen Zusammenschluss entstand der AMF-Konzern mit 1.800 Mitarbeitern, wobei der Schärdinger Molkereiverband 47,68 % und Agrosserta 25,07 % der Anteile hielten. Der Schärdinger Molkereiverband kontrollierte damals über das Unternehmen Schärdinger Landmolkerei Produktionsstandorte in Feldkirchen bei Mattighofen, Geinberg, Münzkirchen, Peuerbach, Ried im Innkreis und Taufkirchen an der Pram sowie über das Unternehmen Linzer Molkerei Produktionsstandorte in Bad Leonfelden, Pregarten und den Milchhof Linz.
Bei den Mitarbeitern der sechs beteiligten Molkereiverbände war die Gründung der AMF nicht unumstritten, da man Entlassungen und Betriebsverlagerungen befürchtete. So befand sich die Konzernzentrale zunächst noch am Sitz des Schärdinger Molkereiverbandes in Schärding am Inn, doch wurden die Aufgaben der Unternehmensführung zunehmend nach Pasching und schließlich nach Linz verlegt. Eine langfristige Verlagerung der Zentrale nach Wien wurde ins Auge gefasst.
Nach der Gründung der AMF werden zahlreiche Umstrukturierungs- und Rationalisierungsmaßnahmen durchgeführt und die Marken der sechs Gründungsunternehmen zentral vermarktet. Die Marke „Schärdinger“ wurde dabei im hochpreisigen Marktsegment etabliert und errang die Marktführerschaft für Käse- und Milchprodukte. Managementfehler brachten für die AMF aber trotz weitreichender Veränderungen eine neue Wettbewerbssituation, durch welche die lange Zeit florierenden Firmen unter wirtschaftlichen Druck gerieten.
Nach dem Scheitern der AMF kaufte die neugegründete Berglandmilch deren Milchaktivitäten und die dazugehörigen Markenrechte und nahm zum Jahreswechsel 1995/1996 die Produktion auf. Die folgenden Jahre waren geprägt von einem straffen Restrukturierungs- und Modernisierungsprogramm. Von den ursprünglich 27 Standorten der AMF wurden 20 in den folgenden Jahren geschlossen bzw. zusammengelegt, was den Verlust zahlreicher Arbeitsplätze mit sich brachte. Zu den geschlossenen Betrieben gehörte z. B. die Molkerei Taufkirchen mit Milchtrockenwerk und Buttererzeugung, deren Aufgaben 2001 von der Molkerei Aschbach übernommen wurden. Auch der Standort Schärding wurde im Zuge dieser Schließungen komplett aufgegeben, die verbliebene Belegschaft abgebaut und die Liegenschaften samt dem 1911 errichteten Verwaltungs- und Produktionsgebäude neben dem Schärdinger Bahnhof verkauft. Nachdem sie jahrelang leerstanden, begann 2012 die Wiederinstandsetzung der ehemaligen Molkerei- und Bürogebäude.

## Personen
- Georg Wieninger, Initiator der Schärdinger Molkereigenossenschaft
- Hermann Zittmayr,  1964 bis 1990 Generaldirektor des Schärdinger Molkereiverbandes
- Alois Wührer, Vorstandsmitglied des Schärdinger Molkereiverbandes 1948 bis 1979
- Anton Emminger, Vorstandsmitglied des Schärdinger Molkereiverbandes
- Johann Breiteneder, Vorstandsmitglied des Schärdinger Molkereiverbandes